# Jordan 197
La Jordan 197 è una vettura da competizione realizzata dal team irlandese Jordan per prendere parte al Campionato mondiale di Formula 1 1997.

## Contesto
In vista del 1997, la Jordan continuò il percorso di consolidamento degli anni precedenti rafforzando il suo organico. Passarono da nove a venti gli ingegneri addetti alla progettazione della monoposto, rafforzando in particolare il reparto aerodinamico. Vennero inoltre acquistate nuove attrezzature e rinnovati macchinari e apparecchiature informatiche.

## Tecnica

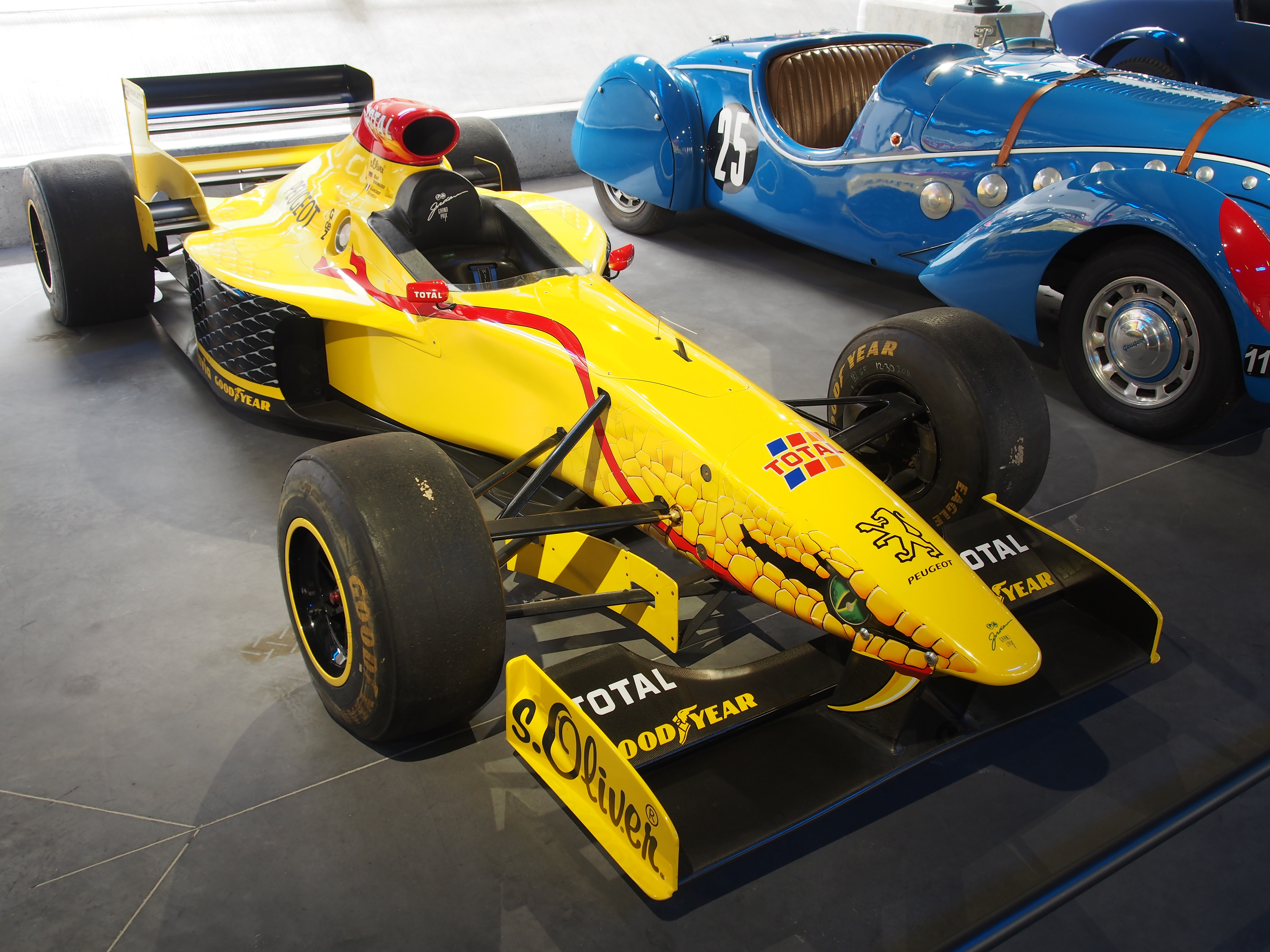
La 197 esposta in un museo. Si può notare la particolare forma della presa d'aria del motore, posta sopra la testa del pilota

La 197, pur presentandosi come un'evoluzione della precedente 196, incorporava diverse modifiche tese a migliorarne la competitività. La vettura era dotata di un telaio in fibra di carbonio con struttura alveolare, mentre le sospensioni a doppi bracci trasversali erano in configurazione pushrod in entrambe le sezioni e, salvo che per la diversa posizione della barra antirollio, risultavano inalterate. Le modifiche maggiori riguardarono la parte aerodinamica, con un particolare focus sui deviatori di flusso e sulle fiancate. Venne inoltre modificata la presa d'aria del motore con una forma a ogiva, volta a migliorare le interferenze dei flussi d'aria con il casco del pilota, problema che aveva caratterizzato la stagione precedente.
Come propulsore era impiegato il Peugeot A14 V10 da 3000cc, come da regolamento, in grado di erogare circa 750 cavalli a 15.500 giri al minuto; gli si accoppiava un cambio Jordan sequenziale a sette rapporti. Gli pneumatici erano forniti dalla Goodyear.

## Attività sportiva
Confermata la partnership con l'industria tabaccaia Benson & Hedges, la 197 fu la prima Jordan ad adottare la livrea giallo-nera che avrebbe caratterizzato tutto il prosieguo dell'esperienza del team in Formula 1.
Per la stagione 1997 vennero ingaggiati i piloti Giancarlo Fisichella e l'esordiente Ralf Schumacher. La nuova vettura si rivelò molto veloce e i due piloti, malgrado una convivenza difficile che li portò più di una volta a scontrarsi nel corso della stagione, riuscirono a salire sul podio per tre volte: Ralf Schumacher giunse terzo in Argentina, gara numero 100 del team, mentre il romano Fisichella giunse terzo in Canada e secondo in Belgio, disputando un'ottima gara anche a Hockenheim dove si qualificò secondo e riuscì anche a rimanere in testa per diversi giri prima di ritirarsi per lo scoppio di uno pneumatico. A fine anno la scuderia totalizzò 33 punti, miglior risultato della sua storia, confermando il quinto posto in classifica costruttori.

## Risultati completi in Formula 1
| Anno | Team              | Motore          | Gomme | Piloti     |     |     |     |     |     |     |     |   |   |    |     |     |     |   |     |   |     | Punti | Pos. |
| ---- | ----------------- | --------------- | ----- | ---------- | --- | --- | --- | --- | --- | --- | --- | - | - | -- | --- | --- | --- | - | --- | - | --- | ----- | ---- |
| 1997 | Jordan Grand Prix | Peugeot A14 V10 | G     | Schumacher | Rit | Rit | 3   | Rit | Rit | Rit | Rit | 6 | 5 | 5  | 5   | Rit | Rit | 5 | Rit | 9 | Rit | 33    | 5º   |
| 1997 | Jordan Grand Prix | Peugeot A14 V10 | G     | Fisichella | Rit | 8   | Rit | 4   | 6   | 9   | 3   | 9 | 7 | 11 | Rit | 2   | 4   | 4 | Rit | 7 | 11  | 33    | 5º   |